# Sao Vĩ

Bản đồ sao Vĩ

Sao Vĩ, Vĩ Tú (尾宿) hay Vĩ Hỏa Hổ (尾火虎) là một trong Nhị thập bát tú túc 28 chòm sao theo cách chia của thiên văn học cổ đại Trung Hoa. Vĩ tú thuộc nhóm sao phương Đông, ứng với Thanh Long trong Tứ tượng. 

## Vị trí
Sao Vĩ (chỉ 9 sao mang tên Vĩ, không phải cả chòm) nằm dưới Xích đạo trời khoảng từ 30 đến 45 độ, giữa góc giờ 17h và 18h. Đây là phần đuôi chòm Thiên Hạt, ở Việt Nam còn có tên dân gian là Con Vịt, phần đầu chòm Thiên Hạt chính là sao Tâm (chỉ 3 sao tên Tâm trong chòm sao Tâm Tú) và sao Phòng (một phần chòm sao Phòng, không phải toàn bộ) hay theo cách gọi dân gian là mũ Thần Nông.
Bài thơ "Đêm sao sáng" của Nguyễn Bính có nhắc tới ba sao này:
"Trời hiện dần lên những chấm sao
Lòng trời đương thấp bỗng nhiên cao
Sông Ngân đã tỏ đôi bờ lạnh
Ai biết cầu Ô ở chỗ nào.
Tìm mũ Thần Nông chẳng thấy đâu
Thấy Con Vịt lội giữa dòng sâu
Sao Hôm như mắt em ngày ấy
Rớm lệ nhìn tôi bước xuống tàu..."

## Các sao
| Hán-Việt    | Chữ Hán | Chòm sao phương Tây | Số sao |
| Vĩ          | 尾      | Scorpius            | 9      |
| Thần Cung   | 神宮    | Scorpius            | 1      |
| Quy         | 龜      | Ara                 | 5      |
| Thiên Giang | 天江    | Ophiuchus           | 4      |
| Phụ Duyệt   | 傅說    | Scorpius            | 1      |
| Ngư         | 魚      | Scorpius            | 1      |